# 望廈條約
《中美望厦条约》（英語：Treaty of peace, amity, and commerce, between the United States of America and the Chinese Empire），中文正式名稱為《中華大清國、亞美理駕洲大合眾國欲堅定兩國誠實永遠友誼之條約及太平和好貿易之章程》、英文正式名稱為《美利堅合眾國與中華帝國之和平、友好及通商條約》，又称《中美五口贸易章程》，是美利堅合眾國与大清國代表之中國政府（原文稱亞美理駕洲大合眾國及中華大清國）於1844年签订的不平等條約。

## 簡介
1844年7月3日，美利堅合眾國駐華特使顧聖和中華大清國两广总督耆英在葡屬澳門望厦村签订《中美望厦条约》，共34款，附有《海关税则》。
《中美望厦条约》中美第一個外交協定，从内容上与此前大英帝國和大清國签署的《南京条约》相似，但比《南京条约》要长和细緻得多，此外它还包括了一系列《南京条约》中没有的条例：

例如第17条规定美国人可以在五个条约港口购买地产来建教堂、医院和墓地；另包括著名的第十八條《文化條款》“准合眾國官民延請中國各方士民人等教習各方語音，並幫辦文墨事件……並准其採買中國各項書籍”，允許美國人合法採購中國書籍，同時废除了传统上禁止外国人学中国话的命令；第21条规定美国人不受中国司法管辖，亦即享有治外法權。
由于美国在华传教士长期反对鸦片贸易活动，影响了美国对华政策，所以第33条明文规定禁止贩卖鸦片。违反这个规定的美国人受中国司法机关判处。任何美国公民“凡有擅自向别处不开关之港口私行贸易及走私漏税，或携带鸦片及别项违禁货物至中国者，听中国地方官自行办理治罪，合众国官民均不得稍有袒护；若别国船只冒合众国旗号做不法贸易者，合众国自应设法禁止。”
第34条规定“所有貿易及海面各款恐不無稍有變通之處，應候十二年後，兩國派員公平酌辦。”这一条成为第二次鸦片战争中“修约之争”的由来。
美国人胁迫中国，威胁中方谈判人员，迫使签订条约。
美国传教士裨治文、伯驾和卫三畏参加了翻译和部分条款起草工作。
經美國國會通過後，美國總統約翰·泰勒於1845年1月17日批准這個條約。
条约中文版本清朝自称中華大清國，称美国为亞美理駕洲大合眾國。

## 条约内容
中美《望厦条约》共34款，并附有海关税则。主要内容为美国在通商、外交等方面，享有与英国同等的权利。也就是说，英国通过鸦片战争获得的特殊权益，除割地、赔款外，美国全部获得：
1. 协定关税。条约规定：“倘中国日后欲将税率变更，须与合众国领事等官议允”。此为《南京条约》规定“协定关税”范围的进一步扩大。
2. 扩大领事裁判权范围。条约规定：中国国民与美国国民发生诉讼事件，美国国民由美国领事等官员捉拿审讯，按照美国法律与惯例处理；美国国民在中国与别国国民发生争议，“应听两造查照各本国所立条约办理”，中国官员无权过问。
3. 美国兵船可以到中国港口“巡查贸易”，清朝港口官员须以平行之禮相待。
4. 规定了12年后可以“修约”的条款。此外，条约还同样规定了片面最惠国待遇，如中国日后给他国以某种优惠，美国应一体均沾。

## 其他

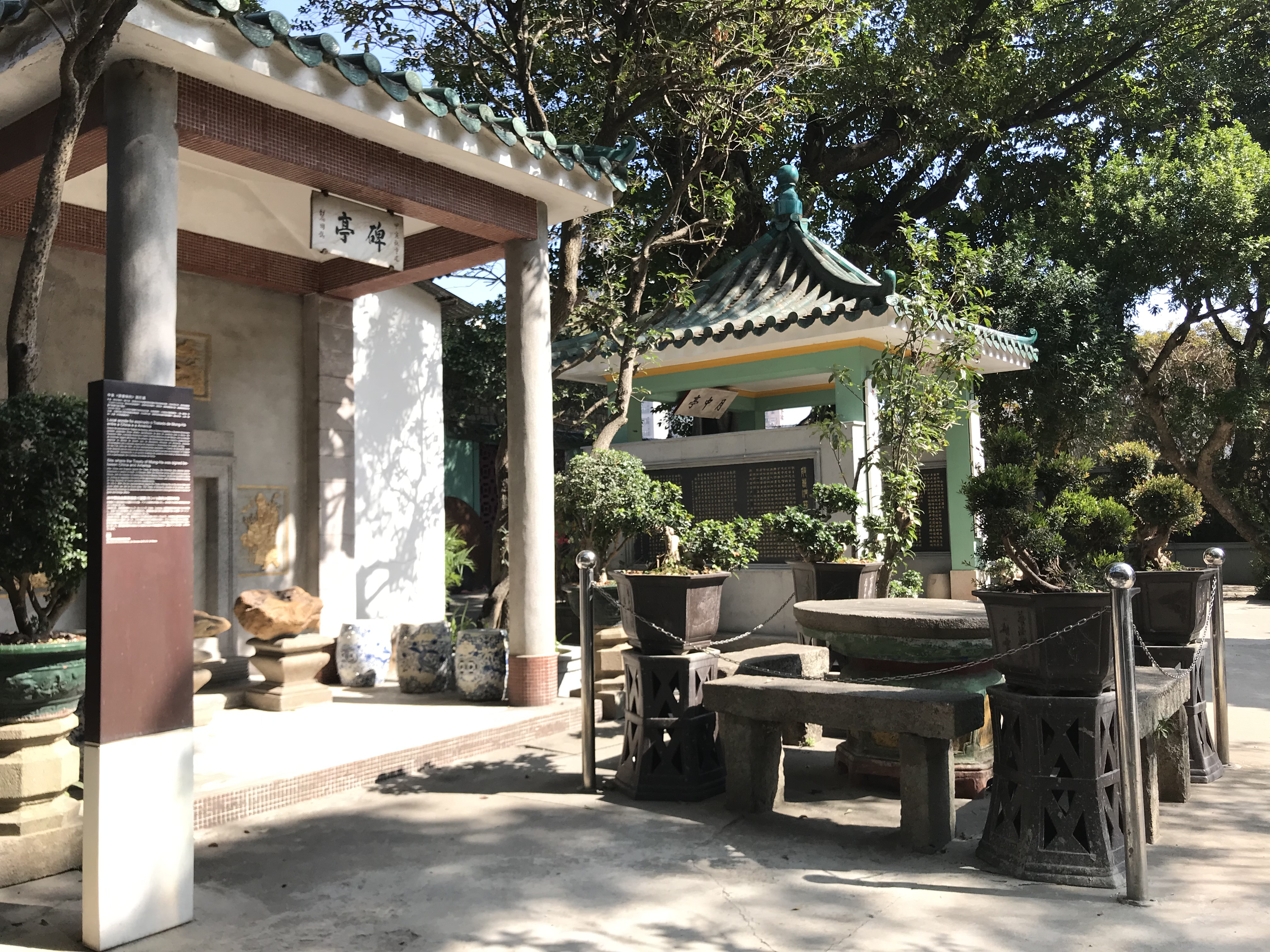
普濟禪院內《望廈條約》的簽訂地點

條約的簽訂地點—澳門望廈村普濟禪院於1944年立了一碑亭，以作紀念。